# Bogdan Poprawski
Bogdan Poprawski (ur. 8 stycznia 1948 w Chorzowie) – polski i kanadyjski trener, działacz sportowy, biznesmen, wielokrotny trener reprezentacji Kanady w lekkoatletyce.

## Życiorys
Absolwent Wyższej Szkoły Wychowania Fizycznego w Poznaniu (1970), pracownik naukowo-dydaktyczny WSWF/AWF w Poznaniu (1970-1981); doktorat (1975) z teorii sportu.
Trener lekkiej atletyki w Akademickim Związku Sportowym w Poznaniu (1970-81), wielokrotny reprezentant Polski w lekkoatletyce w kategoriach młodzieżowych.
Od 2 grudnia 1981 na stałe w Kanadzie. Trener w Canadian Track and Field High Performance Centre przy Uniwersytecie Torontońskim (1983-1996), jednocześnie administrator tego ośrodka (1993-1996). 
Wielokrotny trener reprezentacji Kanady w lekkoatletyce: na Igrzyskach Wspólnoty Narodów (1986 – Edynburg, Szkocja; 1990 - Auckland, Nowa Zelandia; 1994 – Victoria, Kanada), na Mistrzostwach Świata (1987 – Rzym, Włochy; 1991 - Tokio, Japonia; 1993 – Stuttgart, Niemcy; 1997 – Ateny, Grecja) oraz trener kadry olimpijskiej Kanady na Letnich Igrzyskach Olimpijskich w Seulu (1988) i w Barcelonie (1992). Osobisty trener takich olimpijczyków jak dyskobol Ray Lazdins (1988, 1992), oszczepnik Steve Feraday (1988, 1992) i dyskobol Jason Gervais (2000). Zakończył międzynarodową karierę trenerską jako trener główny i selekcjoner reprezentacji lekkoatletycznej Kanady na Mistrzostwa Świata w Atenach w 1997 roku.
Komentator olimpijski dla wielokulturowej Omni Television w Toronto, korespondent sportowy pism polonijnych ("Związkowiec", "Wiadomości"). Od 2019 roku redaktor sportowy, prezenter i współproducent polonijnej telewizji Polish Studio nadającej z Toronto.
Prezes zarządu klubu piłkarskiego Lakeshore United w Mississauga w Ontario (2013-18).
Działacz społeczny. Wiceprezydent Canada-Poland Chamber of Commerce (Toronto, 1992-2010). Członek Ontario Trillium Foundation (Region Peel, 2004-2010), przyznającej wsparcie finansowe lokalnym inicjatywom społecznym w prowincji Ontario, nagrodzony za działalność Ontario Volunteer Service Award w 2010 roku.
Od 1995 roku niezależny broker handlu nieruchościami w Toronto, od 1996 r. właściciel Spencer Group Inc. Realty Brokerage.